# Sergej Paradzjanovmuseet

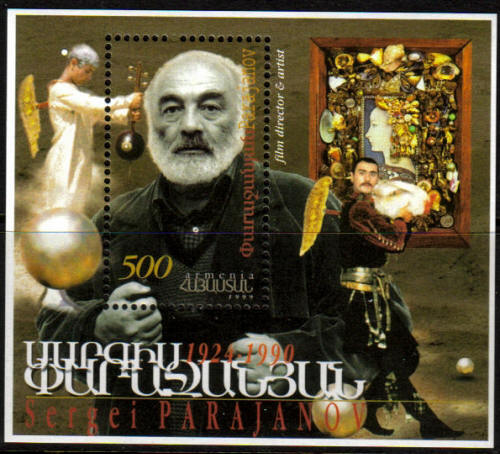
Sergej Paradzjanov på ett armeniskt frimärke från 1999.

Sergej Paradzjanovmuseet (armeniska: Սերգեյ Փարաջանովի թանգարան: Sergej Paradzjanovi tangaran) är ett armeniskt personmuseum, vilket ägnas åt filregiissören oc konstnären Sergej Paradzjanovs liv och gärning. Det ligger i Armeniens uvudstad Jerevan. 
Museet etablerades 1988, efter det att Sergej Paradzjanov flyttat till Jerevan. Dzoragjughs etnografiska centrum uppfördes dels som bostad för Sergej Paradzjanov, dels som museum. På grund av problem orsakade av jordbävningen i Spitak 1988, öppnades museet först i juni 1991, ett år efter Paradzjanovs död.
I museet visas bland annat konstnärliga verk av Sergej Paradzjanov som teckningar, collage och applikationer, samt dockor och filmskisser.

## Bildgalleri

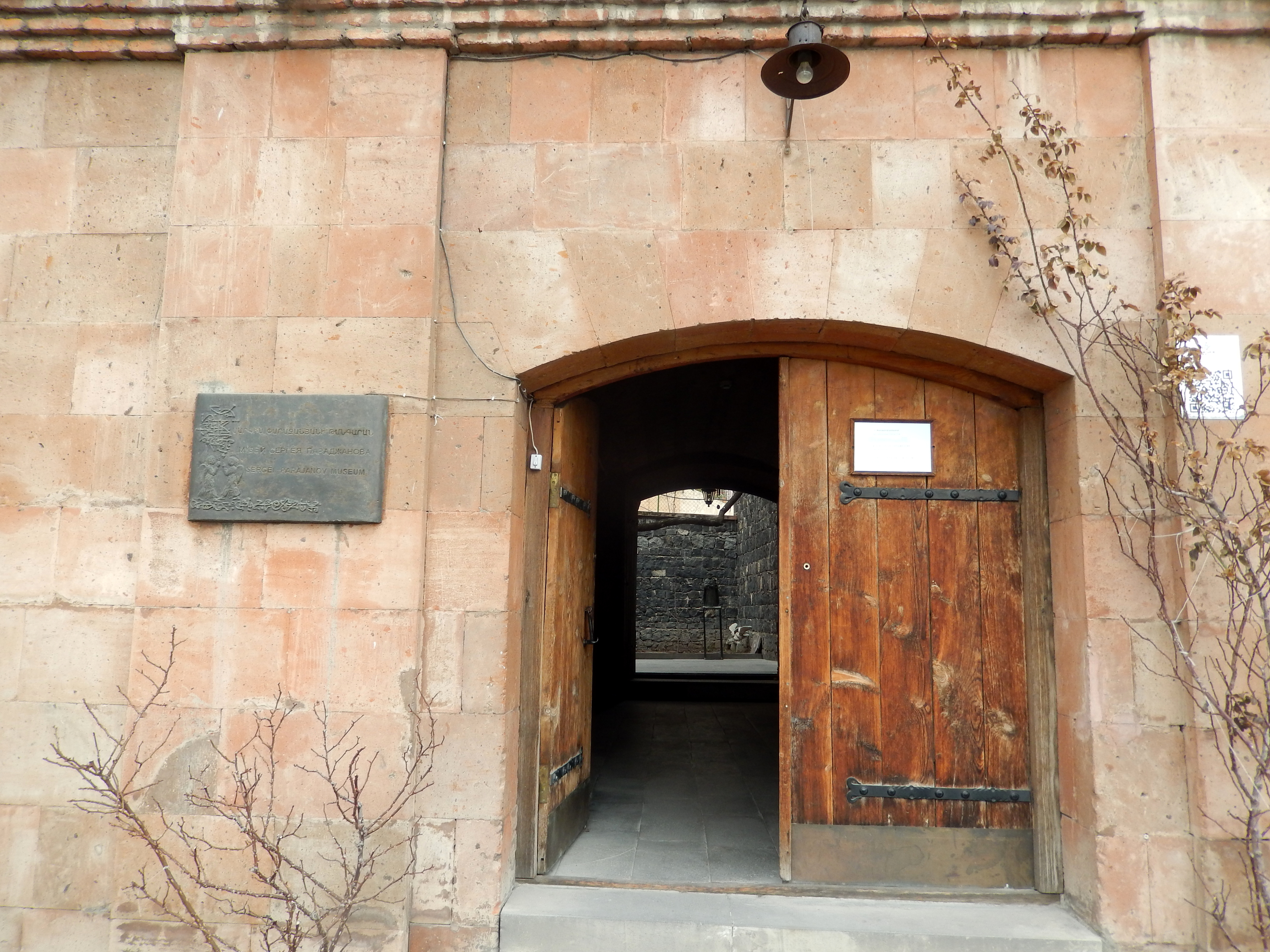
Ingång till museet
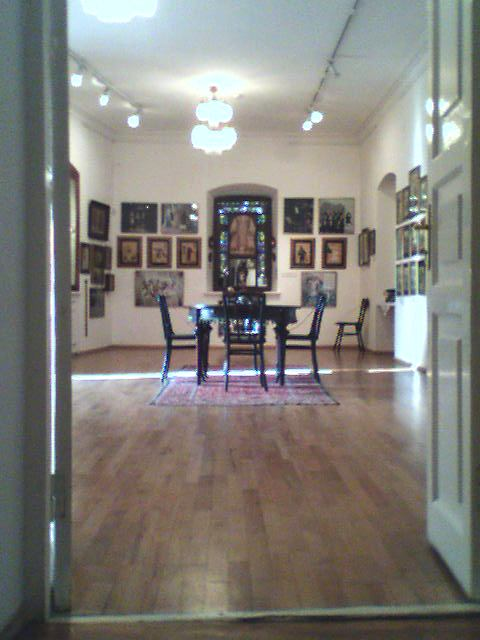
Interiör i museet
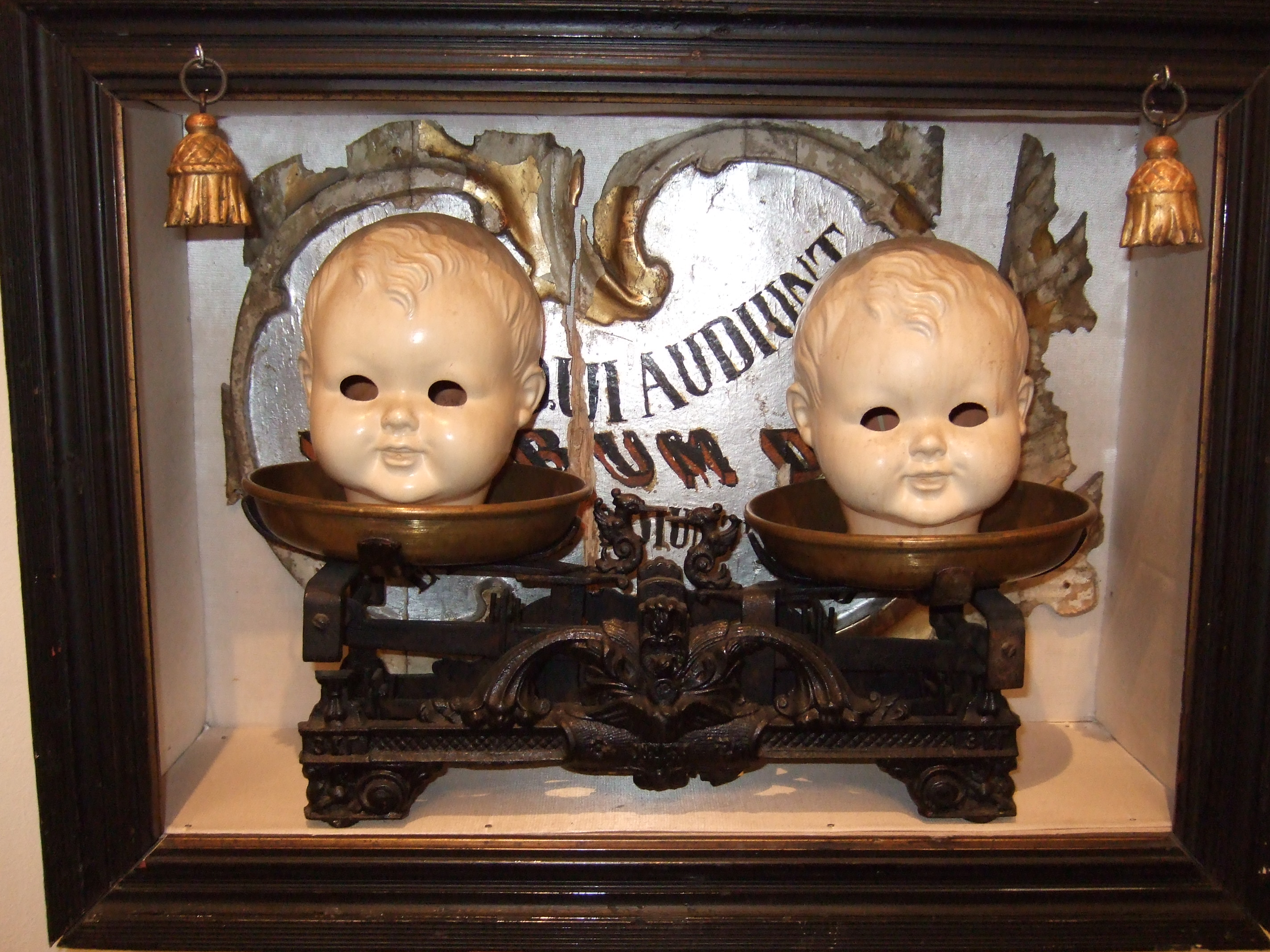
Dockor skapade av Sergej Paradzjanov